# Хидерша, Элсина
Элси́на Хиде́рша (алб. Elsina Hidersha), также известная как Эмми (алб. Emmy; 15 марта 1989, Скрапари, Берат — 28 февраля 2011, Тирана) — албанская певица. Такие песни певицы, как «Pse të dua ty», «A ma jep», «Rastësisht u pamë» и «Let It Play» стали хитами.

## Гибель
Поздним вечером в субботу 26 февраля 2011 года 47-летний бизнесмен Газиз Кельменди, бывший жених Элсины Хидерши, который находился в состоянии сильного алкогольного опьянения, намеренно сбил певицу, управляя своим автомобилем, когда та возвращалась из ночного клуба. После происшествия 21-летняя девушка была доставлена в больницу, где впала в кому, а два дня спустя — утром 28 февраля — певица скончалась в результате полученных повреждений головного мозга и серьёзных переломов черепа.